# Tổng tuyển cử Argentina 2023
Cuộc tổng tuyển cử được tổ chức tại Argentina vào ngày 22 tháng 10 năm 2023 để bầu tổng thống, phó tổng thống, các nghị sĩ Quốc hội và thống đốc toàn tỉnh. Vì không có ứng cử viên tổng thống nào giành được đa số phiếu trong vòng đầu tiên, nên vòng bầu cử thứ hai được tổ chức vào ngày 19 tháng 11, trong đó Javier Milei đã đánh bại Sergio Massa để trở thành Tổng thống Argentina. Tổng thống đương nhiệm Alberto Fernández và phó tổng thống đương nhiệm kiêm cựu tổng thống Cristina Fernández de Kirchner, mặc dù cả hai đều đủ điều kiện cho nhiệm kỳ thứ hai liên tiếp, nhưng đã không tái tranh cử.

## Kết quả

### Tổng thống
| Ứng cử viên                 | Ứng cử viên                 | Bạn đồng hành               | Đảng                                    | Vòng đầu   | Vòng đầu | Vòng hai   | Vòng hai |
| Ứng cử viên                 | Ứng cử viên                 | Bạn đồng hành               | Đảng                                    | Phiếu bầu  | %        | Phiếu bầu  | %        |
| --------------------------- | --------------------------- | --------------------------- | --------------------------------------- | ---------- | -------- | ---------- | -------- |
|                             | Sergio Massa                | Agustín Rossi               | Liên minh vì Tổ quốc                    | 9.853.492  | 36.78    | 11.598.720 | 44.35    |
|                             | Javier Milei                | Victoria Villarruel         | Tự do Tiến bộ                           | 8.034.990  | 29.99    | 14.554.560 | 55.65    |
|                             | Patricia Bullrich           | Luis Petri                  | Cùng nhau Thay đổi                      | 6.379.023  | 23.81    |            |          |
|                             | Juan Schiaretti             | Florencio Randazzo          | Chúng tôi làm vì đất nước của chúng tôi | 1.802.068  | 6.73     |            |          |
|                             | Myriam Bregman              | Nicolás del Caño            | Mặt trận cánh tả của công nhân          | 722.061    | 2.70     |            |          |
| Tổng cộng                   | Tổng cộng                   | Tổng cộng                   | Tổng cộng                               | 26.791.634 | 100.00   | 26.153.280 | 100.00   |
|                             |                             |                             |                                         |            |          |            |          |
| Phiếu bầu hợp lệ            | Phiếu bầu hợp lệ            | Phiếu bầu hợp lệ            | Phiếu bầu hợp lệ                        | 26.791.634 | 98.34    | 26.153.280 | 98.31    |
| Phiếu bầu không hợp lệ      | Phiếu bầu không hợp lệ      | Phiếu bầu không hợp lệ      | Phiếu bầu không hợp lệ                  | 451.486    | 1.66     | 450.746    | 1.69     |
| Tổng cộng phiếu bầu         | Tổng cộng phiếu bầu         | Tổng cộng phiếu bầu         | Tổng cộng phiếu bầu                     | 27.243.120 | 100.00   | 26.604.026 | 100.00   |
| Cử tri phiếu bầu đã đăng ký | Cử tri phiếu bầu đã đăng ký | Cử tri phiếu bầu đã đăng ký | Cử tri phiếu bầu đã đăng ký             | 35.854.122 | 75.98    | 35.405.398 | 75.14    |
| Nguồn:                      |                             |                             |                                         |            |          |            |          |

### Hạ viện
|                             |                                 |                                 |                                 |            |        |     |
| Đảng hoặc liên minh         | Đảng hoặc liên minh             | Đảng hoặc liên minh             | Đảng hoặc liên minh             | Phiếu bầu  | %      | Ghế |
|                             | Liên minh vì Tổ quốc            |                                 | Liên minh vì Tổ quốc            | 8.252.357  | 33.62  | 48  |
|                             | Liên minh vì Tổ quốc            | Mặt trận Công dân Santiago      | 378.246                         | 1.54       | 4      |     |
|                             | Liên minh vì Tổ quốc            | Más para Entre Ríos             | 293.605                         | 1.20       | 2      |     |
|                             | Liên minh vì Tổ quốc            | Mặt trận đổi mới sự hòa hợp     | 252.335                         | 1.03       | 3      |     |
|                             | Liên minh vì Tổ quốc            | Unión por San Luis              | 83.178                          | 0.34       | 1      |     |
|                             | Liên minh vì Tổ quốc            | Mặt trận đổi mới                | 38.770                          | 0.16       | 0      |     |
| Tổng cộng                   | Tổng cộng                       | 9.298.491                       | 37.88                           | 58         |        |     |
|                             | La Libertad Avanza              |                                 | La Libertad Avanza              | 5.804.502  | 23.65  | 28  |
|                             | La Libertad Avanza              | Ahora Patria                    | 305.397                         | 1.24       | 2      |     |
|                             | La Libertad Avanza              | Lực lượng Cộng hòa              | 286.594                         | 1.17       | 1      |     |
|                             | La Libertad Avanza              | Đảng Đổi mới Liên bang          | 152.853                         | 0.62       | 1      |     |
|                             | La Libertad Avanza              | Arriba Neuquén                  | 136.290                         | 0.56       | 1      |     |
|                             | La Libertad Avanza              | Đảng Đức tin                    | 126.879                         | 0.52       | 1      |     |
|                             | La Libertad Avanza              | Republicanos Unidos             | 30.534                          | 0.12       | 1      |     |
| Tổng cộng                   | Tổng cộng                       | 6.843.049                       | 27.88                           | 35         |        |     |
|                             | Juntos por el Cambio            |                                 | Juntos por el Cambio            | 5.519.165  | 22.48  | 27  |
|                             | Juntos por el Cambio            | Cambia Mendoza                  | 287.020                         | 1.17       | 1      |     |
|                             | Juntos por el Cambio            | Juntos por Entre Ríos           | 269.189                         | 1.10       | 1      |     |
|                             | Juntos por el Cambio            | ECO–Vamos Corrientes            | 222.006                         | 0.90       | 1      |     |
|                             | Juntos por el Cambio            | Cambia Jujuy                    | 96.158                          | 0.39       | 1      |     |
|                             | Juntos por el Cambio            | Cambia Santa Cruz               | 18.595                          | 0.08       | 0      |     |
| Tổng cộng                   | Tổng cộng                       | 6.412.133                       | 26.12                           | 31         |        |     |
|                             | Hacemos por Nuestro País        |                                 | Hacemos por Nuestro País        | 687.511    | 2.80   | 3   |
|                             | Hacemos por Nuestro País        | La Fuerza de Santa Fe           | 184.680                         | 0.75       | 1      |     |
|                             | Hacemos por Nuestro País        | Partido Autonomista             | 40.723                          | 0.17       | 0      |     |
|                             | Hacemos por Nuestro País        | Đảng Dân chủ Kitô giáo          | 17.603                          | 0.07       | 0      |     |
|                             | Hacemos por Nuestro País        | Đảng Thống nhất và Tự do        | 16.323                          | 0.07       | 0      |     |
| Tổng cộng                   | Tổng cộng                       | 946.840                         | 3.86                            | 4          |        |     |
|                             | Mặt trận cánh tả của công nhân  | Mặt trận cánh tả của công nhân  | Mặt trận cánh tả của công nhân  | 798.396    | 3.25   | 1   |
|                             | Cùng nhau chúng ta là Río Negro | Cùng nhau chúng ta là Río Negro | Cùng nhau chúng ta là Río Negro | 60.259     | 0.25   | 0   |
|                             | Por Santa Cruz                  | Por Santa Cruz                  | Por Santa Cruz                  | 55.430     | 0.23   | 1   |
|                             | Phong trào Người Tự Do Miền Nam | Phong trào Người Tự Do Miền Nam | Phong trào Người Tự Do Miền Nam | 42.085     | 0.17   | 0   |
|                             | Phong trào Nhân dân Neuquén     | Phong trào Nhân dân Neuquén     | Phong trào Nhân dân Neuquén     | 30.649     | 0.12   | 0   |
|                             | Đảng Nông nghiệp và Xã hội      | Đảng Nông nghiệp và Xã hội      | Đảng Nông nghiệp và Xã hội      | 26.776     | 0.11   | 0   |
|                             | Salta Independiente             | Salta Independiente             | Salta Independiente             | 22.818     | 0.09   | 0   |
|                             | Somos Fueguinos                 | Somos Fueguinos                 | Somos Fueguinos                 | 9.935      | 0.04   | 0   |
| Tổng cộng                   | Tổng cộng                       | Tổng cộng                       | Tổng cộng                       | 24.546.861 | 100.00 | 130 |
|                             |                                 |                                 |                                 |            |        |     |
| Phiếu bầu hợp lệ            | Phiếu bầu hợp lệ                | Phiếu bầu hợp lệ                | Phiếu bầu hợp lệ                | 24.546.861 | 99.11  |     |
| Phiếu bầu không hợp lệ      | Phiếu bầu không hợp lệ          | Phiếu bầu không hợp lệ          | Phiếu bầu không hợp lệ          | 220.717    | 0.89   |     |
| Tổng cộng phiếu bầu         | Tổng cộng phiếu bầu             | Tổng cộng phiếu bầu             | Tổng cộng phiếu bầu             | 24.767.578 | 100.00 |     |
| Cử tri phiếu bầu đã đăng ký | Cử tri phiếu bầu đã đăng ký     | Cử tri phiếu bầu đã đăng ký     | Cử tri phiếu bầu đã đăng ký     | 35.854.122 | 69.08  |     |
| Nguồn:                      |                                 |                                 |                                 |            |        |     |

### Thượng viện
| Đảng hoặc liên minh         | Đảng hoặc liên minh            | Đảng hoặc liên minh            | Đảng hoặc liên minh            | Phiếu bầu  | %      | Ghế |
| --------------------------- | ------------------------------ | ------------------------------ | ------------------------------ | ---------- | ------ | --- |
|                             | Liên minh vì Tổ quốc           |                                | Liên minh vì Tổ quốc           | 4.739.859  | 40.82  | 10  |
|                             | Liên minh vì Tổ quốc           | Mặt trận đổi mới sự hòa hợp    | 253.428                        | 2.18       | 2      |     |
|                             | Liên minh vì Tổ quốc           | Unión por San Luis             | 82.957                         | 0.71       | 1      |     |
| Tổng cộng                   | Tổng cộng                      | 5.076.244                      | 43.72                          | 13         |        |     |
|                             | La Libertad Avanza             |                                | La Libertad Avanza             | 2.854.193  | 24.58  | 5   |
|                             | La Libertad Avanza             | Đảng Đổi mới Liên bang         | 153.333                        | 1.32       | 2      |     |
| Tổng cộng                   | Tổng cộng                      | 3.007.526                      | 25.90                          | 7          |        |     |
|                             | Juntos por el Cambio           |                                | Juntos por el Cambio           | 2.852.763  | 24.57  | 2   |
|                             | Juntos por el Cambio           | Cambia Jujuy                   | 97.481                         | 0.84       | 0      |     |
|                             | Juntos por el Cambio           | Cambia Santa Cruz              | 18.826                         | 0.16       | 0      |     |
| Tổng cộng                   | Tổng cộng                      | 2.969.070                      | 25.57                          | 2          |        |     |
|                             | Mặt trận cánh tả của công nhân | Mặt trận cánh tả của công nhân | Mặt trận cánh tả của công nhân | 438.922    | 3.78   | 0   |
|                             | Por Santa Cruz                 | Por Santa Cruz                 | Por Santa Cruz                 | 58.500     | 0.50   | 2   |
|                             | Hacemos por Nuestro País       |                                | Đảng Dân chủ Kitô giáo         | 17.653     | 0.15   | 0   |
|                             | Hacemos por Nuestro País       | Đảng Thống nhất và Tự do       | 16.426                         | 0.14       | 0      |     |
| Tổng cộng                   | Tổng cộng                      | 34.079                         | 0.29                           | 0          |        |     |
|                             | Đảng Nông nghiệp và Xã hội     | Đảng Nông nghiệp và Xã hội     | Đảng Nông nghiệp và Xã hội     | 25.985     | 0.22   | 0   |
| Tổng cộng                   | Tổng cộng                      | Tổng cộng                      | Tổng cộng                      | 11.610.326 | 100.00 | 24  |
|                             |                                |                                |                                |            |        |     |
| Phiếu bầu hợp lệ            | Phiếu bầu hợp lệ               | Phiếu bầu hợp lệ               | Phiếu bầu hợp lệ               | 11.610.326 | 99.27  |     |
| Phiếu bầu không hợp lệ      | Phiếu bầu không hợp lệ         | Phiếu bầu không hợp lệ         | Phiếu bầu không hợp lệ         | 85.567     | 0.73   |     |
| Tổng cộng phiếu bầu         | Tổng cộng phiếu bầu            | Tổng cộng phiếu bầu            | Tổng cộng phiếu bầu            | 11.695.893 | 100.00 |     |
| Cử tri phiếu bầu đã đăng ký | Cử tri phiếu bầu đã đăng ký    | Cử tri phiếu bầu đã đăng ký    | Cử tri phiếu bầu đã đăng ký    | 16.942.571 | 69.03  |     |
| Nguồn:                      |                                |                                |                                |            |        |     |